# Муниципальное образование «Шаратское»
Муниципальное образование «Шаратское» — сельское поселение в Нукутском районе Иркутской области Российской Федерации.
Административный центр — деревня Тангуты.

## История
Статус и границы сельского поселения установлены Законом Усть-Ордынского Бурятского автономного округа от 30 декабря 2004 года № 67-оз «О статусе и границах муниципальных образований Аларского, Баяндаевского, Боханского, Нукутского, Осинского, Эхирит-Булагатского районов Усть-Ордынского Бурятского автономного округа».

## Население
| 2010  | 2011  | 2012  | 2013  | 2014  | 2015  | 2016  |
| ----- | ----- | ----- | ----- | ----- | ----- | ----- |
| 1428  | ↘1426 | ↗1435 | ↗1445 | ↗1446 | ↘1436 | ↘1421 |
| 2017  |       |       |       |       |       |       |
| ↘1401 |       |       |       |       |       |       |

## Состав сельского поселения
| № | Населённый пункт | Тип населённого пункта          | Население |
| - | ---------------- | ------------------------------- | --------- |
| 1 | Ей               | деревня                         | ↘194      |
| 2 | Куйта            | деревня                         | ↘447      |
| 3 | Тангуты          | деревня, административный центр | ↗470      |
| 4 | Шараты           | село                            | ↘324      |

### Упразднённые населённые пункты
- Большой Берёзовск
- Малоберёзовская

### Урочища на территории муниципального образования
- Харяасайн Хушуун (Междуречное пространство)